# Мартіньш Порейс
Мартіньш Порейс (латис. Mārtiņš Porejs; 6 липня 1991, м. Рига, СРСР) — латвійський хокеїст, захисник. Виступає за ГКС Катовіце у Польський екстралізі.
Вихованець хокейної школи СК «Рига». Виступав за СК ЛСПА/Рига, «Динамо-Юніорс» (Рига), ХК «Рига», ХК «Юніорс» (Рига), «Динамо» (Рига).
У складі молодіжної збірної Латвії учасник чемпіонату світу 2011 (дивізіон I). У складі юніорської збірної Латвії учасник чемпіонатів світу 2008 (дивізіон I) і 2009 (дивізіон I). 
Досягнення
- Чемпіон Латвії (2010).